# Третья волна феминизма
Тре́тья волна́ фемини́зма — термин, с которым отождествляются несколько разновидностей феминистской деятельности и исследований, точные исторические рамки которых являются предметом споров, однако обычно указывается период с начала 1990-х до начала 2010-х годов. Термин «феминизм третьей волны» ввела Ребекка Уолкер в эссе 1992 года.
Приблизительно с 2013 года наступила следующая фаза — четвёртая волна феминизма.

## Общая характеристика
Феминистки третьей волны считали, что необходимы дальнейшие изменения в стереотипах, изображении в медиа и обозначении женщин в языке. Идеология третьей волны фокусировалась на более постструктуралистской интерпретации гендера и сексуальности.
Феминистские теории третьей волны включали в себя элементы квир-теории, антирасизма, вуманизма, постколониальной теории, экзистенциализма, трансцендитализма, постмодернизма, транснационализма, киберфеминизма, экофеминизма, индивидуалистского феминизма, проблематики трансгендерности и др.

## История
Третья волна феминизма началась в 1990-х годах как ответ на недостатки второй волны феминизма и отрицательную реакцию против существовавших феминистских инициатив. Также третья волна базировалась на достижениях феминизма второй волны, таких как создание убежищ для жертв насилия, признание проблемы насилия над женщинами на общественном уровне, доступ к контрацепции и абортам, гендерные исследования и др.
Возникновение феминизма третьей волны во многом связано с деятельностью темнокожих феминисток, таких как белл хукс и Одри Лорд. Они работали над включением вопросов, связанных с расой, в поле деятельности феминизма.
В 1991 году Анита Хилл обвинила в сексуальных домогательствах Кларенса Томаса, баллотировавшегося тогда на должность Верховного судьи США. Суд не вынес обвинительного приговора Томасу. В ответ на этот инцидент Ребекка Уокер опубликовала статью под названием «Становясь третьей волной», в которой отметила: «Я не феминистка пост-феминизма. Я феминистка третьей волны».
С третьей волной феминизма также связывают Riot Grrrl — феминистское движение, возникшее в инди-/панк-роке 1990-х годов. Исполнительницы часто обращались к темам, связанным с гендерным неравенством, изнасилованиями, домашним насилием и правом на аборт.
Феминистки третьей волны использовали Интернет и современные технологии, чтобы усилить своё движение и увеличить аудиторию.
Некоторые авторы критиковали использование метафоры «третьей волны феминизма» относительно 1990—2000 годов, ведь в этот период не наблюдалось массовых мобилизаций за права женщин, сравнимых с протестами второй волны, а развитие феминизма происходило в основном в теоретической плоскости. Чинция Арруцца заявляла, что третья волна феминизма началась в середине 2010-х годов с движений Ni una menos («зеленый прилив») в Аргентине и «Черного протеста» в Польше.

## «Борцы за социальную справедливость»
Пейоратив «борец за социальную справедливость» (англ. social justice warrior, SJW) появился в качестве интернет-мема, ассоциирующегося с феминизмом третьей волны. Широко начал употребляться в 2013 году после начала Геймергейта. В основном под «SJW» понимаются блогеры (преимущественно использующие Tumblr), воспитанные в культуре политкорректности и феминизма третьей волны и считающие, что борьба с социальной несправедливостью сводится к борьбе с явной или неявной дискриминацией тех или иных групп людей. Основные идеи:
- Политика идентичности (англ. identity politics). По сравнению со временами Маркса, когда под борьбой с социальной несправедливостью понималась в первую очередь классовая борьба, в развитых странах значительно возросла социальная мобильность и уменьшился разрыв между бедными и богатыми. Как результат — на первый план вышли не классовые различия, а те признаки, которые сложно или практически невозможно поменять (цвет кожи, пол, сексуальная ориентация и т. п.). Политика, направленная на защиту прав таких групп, и стала называться политикой идентичности[16]. О том, как определить степень, в которой та или иная группа подвергается угнетению, речь пойдёт в следующем пункте:
- Теория привилегий (англ. privilege theory). Привилегия — системное преимущество, получаемое индивидом (группой, сословием и так далее) в силу его принадлежности к той или иной доминирующей социальной группе и дающее ему непропорционально большой, по сравнению с маргинализованными индивидами, доступ к материальным ресурсам и институциональной власти[17]. Согласно этой теории, даже если какая-либо социальная группа не подвергается дискриминации официально, она всё равно может страдать от отсутствия привилегий, которые имеются у других социальных групп[источник не указан 1802 дня]. В качестве примера: темнокожие американцы в 21 раз чаще становятся жертвами полиции, чем их белые ровесники[18], поэтому белый американец в этом плане привилегирован перед чёрным, несмотря на отсутствии в США дискриминации на законодательном уровне. Для подсчёта уровня привилегий для какой-либо социальной группы составляются списки подобных ситуаций, в которых члены этой группы могут подвергнуться предвзятому отношению (или наоборот, извлечь пользу) из-за принадлежности к этой группе[источник не указан 1802 дня]. Пропоненты этой теории считают, что привилегии достаются их обладателям незаслуженно и более привилегированные группы населения должны так или иначе компенсировать их менее привилегированным[источник не указан 1802 дня]. В наиболее радикальной интерпретации, представители привилегированных групп населения вообще не имеют права на какую бы то ни было критику в адрес маргинализованных/непривилегированных[источник не указан 1802 дня].
- Интерсекциональность (англ. intersectionality) — один из ключевых элементов современной феминистской теории. Согласно теории интерсекциональности, различные формы угнетения (сексизм и патриархат, расизм, капитализм, гетеросексизм и другие) носят системный характер, пронизывают всё общество, все социальные институты и уровни социального взаимодействия, укрепляют и поддерживают друг друга[19].

Термин «борец за социальную справедливость» считается оскорбительным, и сторонники перечисленных выше идей сами себя так не называют, хотя есть исключения.